# Wettlauf zum Pol
Wettlauf zum Pol (im Original The Last Place on Earth) ist eine siebenteilige britische Miniserie aus dem Jahr 1985, die auf dem gleichnamigen Buch des Polarhistorikers Roland Huntford basiert. Behandelt wird der historische Wettstreit um das erstmalige Erreichen des geographischen Südpols zwischen dem britischen Polarforscher Robert Falcon Scott und seinem norwegischen Herausforderer Roald Amundsen. Scott wird als ein von Selbstzweifeln und Geltungsbedürfnissen Getriebener dargestellt, dessen von Sentimentalität, Unbelehrbarkeit und Nachlässigkeiten gekennzeichnetes Vorgehen ihn und seine Mannschaft in den Untergang führt. Amundsens professionelle Nüchternheit und Skrupellosigkeit ermöglichen dagegen diesem und dessen Begleitern einen nie ernsthaft gefährdeten Sieg.

## Handlung
Robert Falcon Scott sieht sich vor den Trümmern seiner Karriere als Offizier der Royal Navy. Die Admiralität gibt ihm zu verstehen, dass sie ihn nach einem Zwischenfall bei einem Seemanöver als ungeeignet für eine Beförderung hält. Scott besinnt sich auf seine Zeit als Leiter der Discovery-Expedition (1901–1904). Angetrieben von seinem Gönner Clements Markham, der Scotts Konkurrenten Ernest Shackleton ausstechen möchte, bemüht er sich erfolgreich darum, Edward Wilson für eine weitere Expedition zu gewinnen mit dem Ziel, als Erste auf dem Südpol zu stehen. Privat fällt ihm die Liebe der selbstbewussten und unabhängigen Künstlerin Kathleen Bruce zu, die er heiratet und mit der er einen Sohn bekommt. In den Vorbereitungen auf die Terra-Nova-Expedition ist sie seine moralische Stütze. – Roald Amundsen ist zu jener Zeit von seiner erfolgreichen Erstdurchfahrung der Nordwestpassage zurückgekehrt. Sein neues Ziel lautet, seine wissenschaftlichen Arbeiten in der Arktis fortzusetzen und als Erster den Nordpol zu erreichen. Dafür gelingt es ihm mit einiger Mühe, von seinem Landsmann Fridtjof Nansen die Fram als Schiff für die Reise loszueisen. Amundsens weitere Bemühungen stehen vor dem Scheitern, nachdem ihn die schockierende Nachricht erreicht hat, dass sein Freund Frederick Cook bereits den Pol erreicht haben will. Vordergründig mit den Planungen einer Arktisexpedition beschäftigt, unternimmt er heimliche Vorbereitungen, die stattdessen auf eine Expedition zum Südpol abzielen.
Scott wird im weiteren Verlauf mit den Konsequenzen seiner mangelhaften Expeditionsvorbereitungen, fehlender Führungsqualitäten, zu hoher Risiken und der Witterungsbedingungen konfrontiert. Die Terra Nova bleibt bei der Anfahrt im Packeis stecken und seine von ihm bevorzugten Pferde als Transporttiere erweisen sich in der Kälte ebenso als ungeeignet wie die unzureichend getesteten Motorschlitten. Obendrein hat er während der Reise durch ein für ihn besorgniserregendes Telegramm Amundsens von dessen Absichten erfahren. – Amundsen seinerseits hat trotz des geänderten Ziels seiner Reise, von dem er seine Mannschaft erst nach dem Aufbruch informiert hat, deren volle Unterstützung. Durch seine Erfahrungen und die seiner Kameraden wird die Anfahrt, die Errichtung des Basislagers auf dem Ross-Schelfeis und das Anlegen der Depots nahezu zu einem Kinderspiel. Einen entscheidenden Beitrag leisten ihm die Hundeschlitten, mit deren Hilfe er schnell und sicher große Strecken auf dem Eis zurücklegt. Da er Scotts Möglichkeiten überschätzt, bricht er jedoch überhastet zum Marsch Richtung Südpol auf und überwirft sich mit Hjalmar Johansen, den er in Gefälligkeit zu Nansen mit auf die Reise genommen hat und nun aus der Polmannschaft ausschließt. Schließlich erreicht Amundsen mit seinen Begleitern den Südpol als Erster mit der spöttischen Erkenntnis, nie weiter von seinem eigentlich Ziel (dem Nordpol) entfernt gewesen zu sein. 
Zu dieser Zeit ziehen Scott und seine Männer ihre Transportschlitten nur noch mit eigener Körperkraft in Richtung Süden. Trotz der wegen der Anstrengungen latent vorhandenen Spannungen und zunehmender Erschöpfung bleibt die Hoffnung lebendig, Amundsen schlagen zu können. Diese Hoffnung wird zunichtegemacht, nachdem sie in Polnähe auf eine von den Norwegern aufgestellte Markierungsflagge und schließlich am Pol angelangt auf Amundsens Zelt gestoßen sind. Konsterniert und ausgezehrt begeben sie sich auf den Rückweg, auf dem zunächst Edgar Evans, dann Lawrence Oates und schließlich auch Scott, Wilson und Henry Bowers durch Krankheit, Erfrierungen und Hunger den Tod finden. Vom Schicksal der Männer erfährt die Welt, nachdem ein Suchtrupp auf das letzte Lager der Südgruppe gestoßen war und Scotts umfangreiche Aufzeichnungen gesichert hatte. – Amundsens Leistung wird nach seiner Rückkehr, bei der von Scotts Schicksal noch nichts bekannt ist, zwar anerkannt, jedoch insbesondere durch die Briten, die ihm wegen seiner Heimlichkeiten unterschwellig Unsportlichkeit vorwerfen, kleingeredet. Amundsen sieht sich brüskiert und muss schließlich zynisch feststellen, dass ein toter Held größere Bewunderung erfährt als ein lebender Sieger.

## Episoden
Im Original besteht die Serie aus den nachfolgenden Episoden. In der deutschsprachigen Fassung wurde der Plot auf vier unbetitelte Teile gekürzt und dabei die gesamte Vorgeschichte jenseits des Zielgebiets in der Antarktis ausgespart.
1. Poles Apart („Getrennte Pole“)
2. Minor Diversion („Geringfügiger Umweg“)
3. Leading Men („Hauptdarsteller“)
4. Gentlemen and Players („Herren und Spieler“)
5. Glories of the Race („Herrlichkeiten des Rennens“)
6. Foregone Conclusion („Ausgemachte Sache“)
7. Rejoice („Jubeln“)

## Produktion
Drehorte für Spielszenen in der Antarktis waren die Frobisher-Bucht und die Baffininsel in Kanada. Die Abgeschiedenheit und eisige Temperaturen forderten sowohl die Schauspieler als auch die Filmcrew. Bei der Rollenbesetzung wurden die Nationalitäten der beiden Polarforscher berücksichtigt. So sind in Scotts Mannschaft und in seinem gesellschaftlichen Umfeld britische, im Fall von Amundsen vorwiegend norwegische Schauspieler im Einsatz. Eine Ausnahme bildet der schwedische Schauspieler Max von Sydow in der Rolle des Fridtjof Nansen. Bill Nighy und Hugh Grant haben in der Serie einen ihrer ersten nennenswerten Auftritte.